# Casterton
Casterton är en by och en civil parish i Cumbria, England. Orten har 500 invånare (2001). Den har en kyrka.